# Artabrus erythrocephalus
Artabrus erythrocephalus là một loài nhện trong họ Salticidae.
Loài này thuộc chi Artabrus. Artabrus erythrocephalus được Carl Ludwig Koch miêu tả năm 1846.